# Gara Gara Go!!
"Gara Gara Go!!" (em japonês: ガラガラ Go!!; lit. Gotta Gotta Go!!) é uma canção do grupo sul-coreano Big Bang. O seu lançamento ocorreu em 8 de julho de 2009, através da YG Entertainment e Universal Music Japan. A canção foi lançada como o segundo single de língua japonesa do grupo.
O lançamento de "Gara Gara Go!!" posicionou-se em número cinco na parada semanal japonesa Oricon Singles Chart e mais tarde foi inserida na lista de faixas do segundo álbum de estúdio japonês do grupo, lançado no mês de agosto do mesmo ano.   

## Antecedentes, lançamento e promoção
Após o lançamento de "My Heaven", o primeiro single de língua japonesa do Big Bang, o grupo lançou catorze dias depois "Gara Gara Go!!", a fim de continuar suas atividades promocionais do Japão. "Gara Gara Go!!" foi lançado contendo três versões em seu formato físico, sendo elas de edição regular e nomeadas como A e B, com cada uma contendo uma faixa diferente, onde o tipo A, contém "Stylish", uma canção lançada previamente como um single promocional coreano em 2008 e o do Tipo B, contém "So Beautiful", canção presente em seus lançamentos japoneses anteriores: For the World e Number 1, ambos de 2008. Adicionalmente, uma edição de CD single (do tipo A)+DVD, também foi lançada.
Como parte das atividades promocionais de "Gara Gara Go!!", no dia de seu lançamento o Big Bang realizou um evento gratuito no parque Yoyogi em Shibuya, para as pessoas que adquiriram tanto "My Heaven" como "Gara Gara Go!!". O grupo cantou quatro canções e reuniu um público estimado em oito mil pessoas.

## Faixas e formatos
| Gara Gara Go!! – CD single tipo A e edição CD+DVD |                                  |         |  |
| N.º                                               | Título                           | Duração |  |
| 1.                                                | "Gara Gara Go!!" (ガラガラ GO!!) | 3:20    |  |
| 2.                                                | "Top of the World"               | 3:02    |  |
| 3.                                                | "Stylish"                        | 3:07    |  |
| Duração total:                                    | Duração total:                   | 9:29    |  |

| Gara Gara Go!! – CD single tipo B |                                  |         |  |
| N.º                               | Título                           | Duração |  |
| 1.                                | "Gara Gara Go!!" (ガラガラ GO!!) | 3:20    |  |
| 2.                                | "Top of the World"               | 3:02    |  |
| 3.                                | "So Beautiful"                   | 3:38    |  |
| Duração total:                    | Duração total:                   | 9:59    |  |

| Conteúdo bônus em DVD – Edição CD single+DVD |                                              |         |  |
| N.º                                          | Título                                       | Duração |  |
| 1.                                           | "Gara Gara Go!!" (Vídeo musical)             |         |  |
| 2.                                           | "Gara Gara Go!!" (Vídeo musical - making of) |         |  |

## Desempenho nas paradas musicais
Após o seu lançamento no Japão, "Gara Gara Go!!" estreou em seu pico de número quinze pela Billboard Japan Hot 100. Na parada da Oricon, a canção atingiu a posição de número cinco pela Oricon Singles Chart com vendas de 20,668 mil cópias em sua primeira semana.

### Posições
| Paradas (2009)                      | Melhor posição |
| ----------------------------------- | -------------- |
| Japão (Oricon Weekly Singles Chart) | 5              |
| Japão (Billboard Japan Hot 100)     | 15             |

## Prêmios
| Ano  | Premiação                       | Categoria                         | Resultado | Ref.   |
| ---- | ------------------------------- | --------------------------------- | --------- | ------ |
| 2010 | MTV Video Music Awards Japan    | Melhor Vídeo de Artista Revelação | Venceu    | [ 9 ]  |
| 2010 | Space Shower Music Video Awards | Melhor Vídeo de Coreografia       | Venceu    | [ 10 ] |

## Histórico de lançamento
| Região | Data                 | Formato                                    | Gravadora                              |
| ------ | -------------------- | ------------------------------------------ | -------------------------------------- |
| Japão  | 8 de julho de 2009   | CD single CD single + DVD download digital | YG Entertainment Universal Music Japan |
| Taiwan | 24 de julho de 2009  | CD single+DVD                              | Universal Music Taiwan                 |
| Taiwan | 28 de agosto de 2009 | CD single                                  | Universal Music Taiwan                 |